# Ankylocythere talulus
Ankylocythere talulus är en kräftdjursart som först beskrevs av Clarence Clayton Hoff 1944.  Ankylocythere talulus ingår i släktet Ankylocythere och familjen Entocytheridae. Inga underarter finns listade i Catalogue of Life.